# Tsootsha
Tsootsha is een dorp in het district Ghanzi in Botswana. De plaats telt 1848 inwoners (2011).